# Liste von Größenordnungen der elektrischen Stromstärke
Dies ist eine Zusammenstellung von Stromstärken verschiedener Größenordnungen zu Vergleichszwecken. Die Angaben sind oft als „typische Werte“ zu verstehen, die gerundet sind.
Grundeinheit der Stromstärke im internationalen Einheitensystem ist 1 Ampere (Einheitenzeichen A), das Formelzeichen {\displaystyle I}.

## Attoampere – aA
1 Attoampere = 10−18 A
- 1.6e-19 A = 0,16 aA – 1 Elektron pro Sekunde ≈ Dunkelzählrate gekühlter Photomultiplier

## Femtoampere – fA
1 Femtoampere = 10−15 A = 1000 aA
- 3 fA – Leckstrom einer DRAM-Speicherzelle[1]
- 100 fA – schwächste im Rastertunnelmikroskop noch nutzbare Ströme (Stand 2001)[2]

## Pikoampere – pA
1 Pikoampere = 10−12 A = 1000 fA
- 1 pA – Strom in einem Ionenkanal[3]

## Nanoampere – nA
1 Nanoampere = 10−9 A = 1000 pA
- 100 bis 400 nA – Stromaufnahme von Ultra Low Power Mikrocontrollern
- 5 bis 500 nA – Sperrstrom einer Silizium-Diode bei Raumtemperatur[4]

## Mikroampere – μA
1 Mikroampere = 10−6 A = 1000 nA
- 10 bis 500 μA – Sperrstrom einer Germanium-Diode
- 10 μA – LCD-Quarzuhr[5]; Fotozelle[6]

## Milliampere – mA
1 Milliampere = 10−3 A = 1000 μA
- einige mA bis 500 mA – Gleichstrom-Elektrotherapie (zum Beispiel Stangerbad, Iontophorese)[7]
- 10 mA – Wirkung auf den Menschen: Muskelkontraktion, d. h. das Loslassen der Stromquelle wird unmöglich[8][9]
- 20 mA – bedrahtete Leuchtdiode[10]
- 30 bis 85 mA – Wirkung auf den Menschen: Herzkammerflimmern bei Wechselstrom und einer Sekunde Einwirkdauer[11][12]
- 350 bis 1500 mA –  SMD-Leuchtdiode (einzeln)
- 430 mA – Glühlampe (100 W im 230-V-Betrieb)

## Ampere – A
1 Ampere = 100 Ampere = 1000 mA
- 1 A – Zitteraal[13][14]
- bis 3 A – Diathermie (Hochfrequenz-Wechselstrom, 106 Hz)[7]
- 4,7 A – 55-W-Glühlampe H7 für Autoscheinwerfer
- 5 bis 10 A – Elektrischer Stuhl[15][16][17]
- 10 A – typischer Heizlüfter im Haushalt im 230-V-Betrieb
- 16 A – Standardsicherung im Haushalt[18][19]
- 50 A – Zitterrochen[14][20]
- 400 A – magnetfelderzeugende Spulen im Magnetresonanztomograf[21]
- 500 A – elektrisches Schweißen[6]

## Kiloampere – kA
1 Kiloampere = 103 A = 1000 A
- einige 102 bis einige 103 A – Freileitung[22]
- 1,4 kA – Standardoberleitung einer deutschen Bahn (15 kV AC)
- 12 kA – supraleitende Kabel zu den Magneten des Large Hadron Collider[23]
- bis 20 kA – konventioneller Elektromagnet für wissenschaftliche Messungen bei bis zu 19 Tesla im Dauerbetrieb
- bis 22 kA – Lichtbogenofen[6]
- 30 kA – Generatorstrom in einem Großkraftwerk[5]
- bis 300 kA – Blitz[24]

## Megaampere – MA
1 Megaampere = 106 A = 1000 kA
- 0,3 bis 1 MA – Schmelzflusselektrolyse bei der Aluminiumgewinnung.[25]
- einige MA – Magnetosphärischer Ringstrom um die Erde[26]
- 3 MA – Strom zwischen Jupiter und seinem Mond Io[27]
- 15 MA – Plasmastrom in ITER (geplant)[28]
- 20 MA – Z-Maschine (sehr kurzfristig)[29]

## Gigaampere – GA
1 Gigaampere = 109 A = 1000 MA
- 100 GA – Sonneneruption[30][31]

## Teraampere – TA
1 Teraampere = 1012 A = 1000 GA
- 1 TA – Photosphäre[32]

## Petaampere – PA
1 Petaampere = 1015 A = 1000 TA

## Exaampere – EA
1 Exaampere = 1018 A = 1000 PA
- 1019 A = 10 EA – Aktiver galaktischer Kern[33][34]
- 1020 A = 100 EA – Kosmischer String (hypothetisch)[35]